# Micco Spadaro
Domenico Gargiulo, dit Micco Spadaro (1609-1610 - vers 1675), est un peintre italien baroque de l'école napolitaine de peinture, connu pour ses paysages et surtout pour avoir documenté les événements tumultueux de la Naples duXVIIe siècle (éruptions volcaniques, épidémies, république napolitaine (1647-1648)).

## Biographie
Les dates de naissance et de décès de Micco Spadaro ne sont pas connues avec certitude. Bernardo de Dominici, son premier biographe, écrit qu'« il est né dans la ville de Naples en 1612 de Pietro Antonio, qui pratiquait l'art de l'épée dans la rue appelée Visitapoveri » et qu'il est mort à l'âge de 67 ans, soit en 1679. Cependant, l'historien de l'art Giuseppe Ceci n'a pas trouvé de documents confirmant ces dates dans les archives paroissiales de l'époque.
Le surnom, sous lequel il est universellement connu, est dû à la profession de son père, qui est artisan forgeur d'épées (spada). Il est l'élève d'Aniello Falcone, peintre de batailles, avec comme condisciples Andrea di Leone et Salvator Rosa. Il collabore ensuite avec Viviano Codazzi. Ses premières œuvres sont influencées par Paul Bril et Filippo Napoletano.
Le collectionneur flamand Gaspare Roomer, à qui le peintre doit sa fortune, figure parmi ses principaux clients. Il travaille également dansfla chartreuse Saint-Martin de Naples, où il réalise des fresques dans le chœur des convers et la résidence du prieur. Ses représentations  de l'insurrection de Masaniello et de la grande peste de Naples de 1656 sont également très célèbres.
Avec son maître Falcone et Viviano Codazzi, il participe à la réalisation d'une série de quatre grandes toiles représentant des scènes de la Rome antique pour le Palais du Buen Retiro à Madrid. L'une d'elles représente des combats de gladiateurs au Colisée. Il collabore ensuite avec Codazzi, spécialisé dans les paysages architecturaux, peignant les figures présentes au sein de ces vedute.
Ignazio Oliva est l'un de ses élèves.

## Style

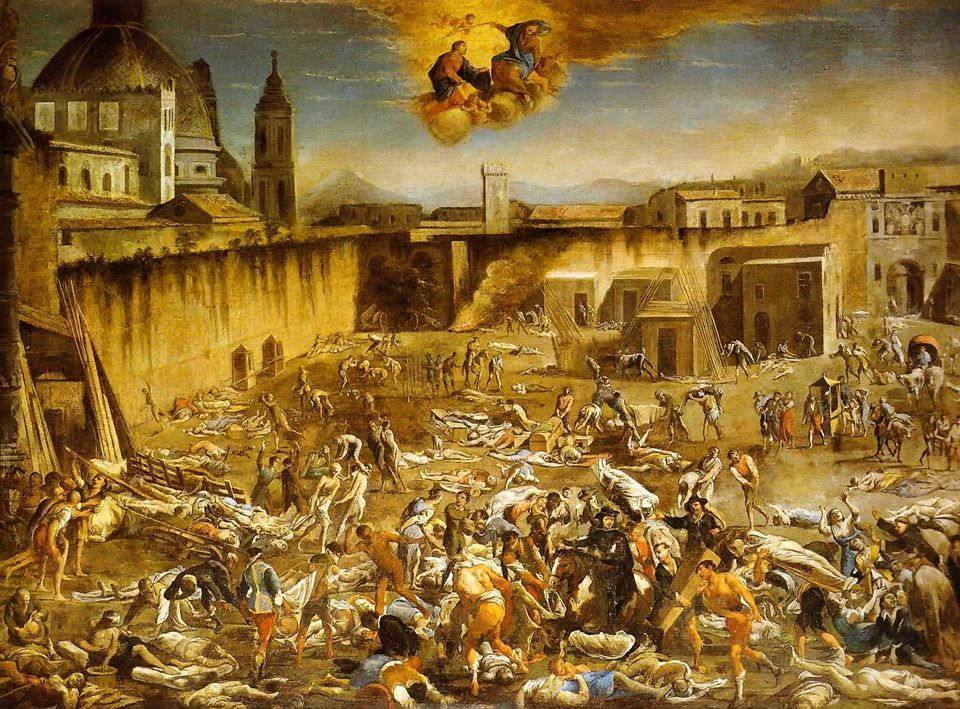
Largo Mercatello pendant la peste de Naples de 1656, musée San Martino.

Ses scènes de la vie urbaine et faits divers définissent un « sentiment dramatique de la vie collective » étonnant dans la culture de l'époque. Connu pour ses fresques et spécialiste des tableaux de cabinet à petits personnages, il est le premier à représenter le « ventre de Naples ». Au plus fort de l'épidémie de peste, il observe les cadavres en attente du bûcher, dans les rues du centre de la ville où rôdent chiens, porcs et rats porteurs de la maaldie. Ainsi, son impressionnant Largo Mercatello pendant la peste de Naples de 1656 figure un cimetière à ciel ouvert pendant la peste de 1656. 
Le musée San Martino de Naples a acquis l'un des chefs-d'œuvre les plus exemplaires de Micco Spadaro, L'Éruption du Vésuve de 1631, en le liant à d'autres tableaux du peintre déjà présents dans le musée, comme La Révolte de Masaniello et La Peste de 1656, tous deux de taille et de grandeur égales, ainsi que deux tableaux plus petits, Le Châtiment des voleurs au temps de Masaniello et  L'Assassinat de Don Giuseppe Carafa, complétant ainsi un cycle complet de représentations sur l'histoire de Naples au XVIIe siècle.

### L'Éruption du Vésuve de 1631

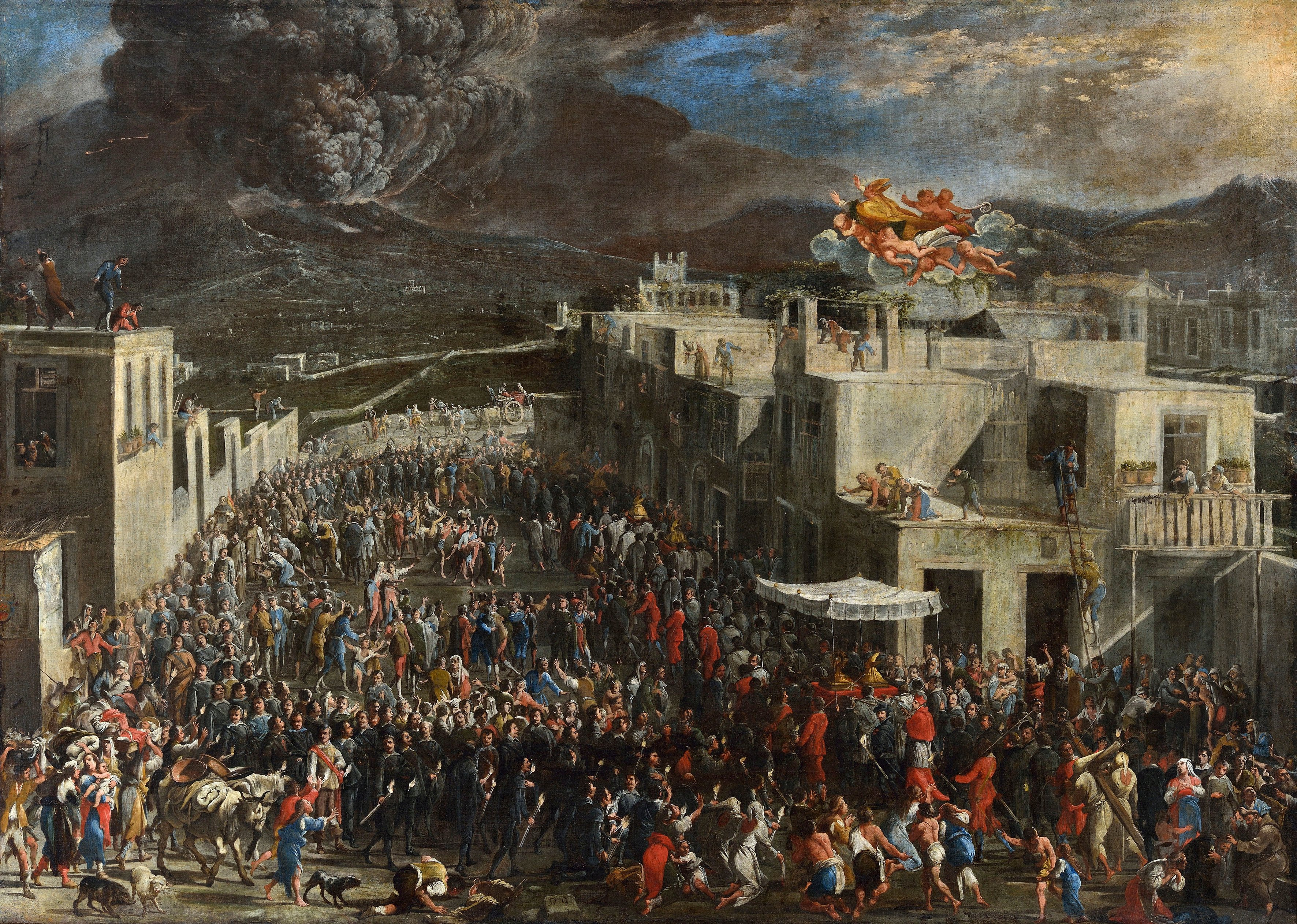
L'Éruption du Vésuve de 1631, entre 1656 et 1660.

L'Éruption du Vésuve de 1631 représente l'un des moments les plus tragiques de la ville de Naples, soudainement frappée suite de l'éruption du Vésuve, annoncée par de violents tremblements de terre dans la nuit du 15 au 16 décembre 1631 : la population napolitaine en proie au drame, en désespoir de cause, invoque l'aide du saint patron, San Gennaro, qui intervient miraculeusement, arrêtant l'avancée du nuage qui autrement aurait frappé la ville.
Dans la représentation, le sujet principal est précisément les personnes qui, unies par la foi, se rassemblent dans une immense procession, conduite par le cardinal Francesco Boncompagni (1592-1641), qui part du quartier de la cathédrale pour transporter les reliques du saint à travers la ville.
Cette œuvre, en raison du rendu savant des couleurs et une technique plus experte que les autres œuvres de Spadaro, a été imaginée comme une œuvre plus tardive que le reste de sa production : chaque détail, et chaque individu repris dans le flux informe de la procession, est ici bien défini ; chaque habitant est représenté dans une attitude de dévotion au passage de la statue du saint.

## Anecdote
Un dessin de Spadaro représentant une scène de bataille est la première œuvre achetée par Alain Delon au moment du tournage du film de 1963 Le Guépard pour sa collection.